# 월리 거버
월터 거버(영어: Walter Gerber, 1891년 8월 18일~1951년 6월 19일)는 미국의 프로 야구 선수로, 포지션은 유격수였다. 15시즌 동안 메이저 리그 베이스볼(MLB)의 피츠버그 파이리츠(1914~1915), 세인트루이스 브라운스(1917~1928), 보스턴 레드삭스(1928~1929) 등지에서 뛰었다.
오하이오주 콜럼버스 출신으로, 빠른 손놀림과 준수한 송구 능력을 갖춘 내야수였다. 1914년부터 1918년까지는 피츠버그 파이리츠와 세인트루이스 브라운스에서 유틸리티 플레이어 역할을 했으며, 이후 9시즌 동안 브라운스에서 주전 유격수로 활약했다.